# Médaille Carl-Friedrich-Gauß
La médaille Carl-Friedrich-Gauß est une récompense créée en 1949 par la Braunschweigische Wissenschaftliche Gesellschaft qui distingue des scientifiques pour leurs travaux. Elle est décernée chaque année, en l'honneur du mathématicien et physicien Carl Friedrich Gauß (1777–1855).

## Description
Cette médaille est en bronze, d'un diamètre de 90 mm pour une épaisseur de 8 mm. Sur le côté face se trouve une représentation de profil de Gauß avec écrit « Carl Friedrich Gauß, geb. zu Braunschweig 30.04.1777 » (date et lieu de naissance de Carl Friedrich Gauß). Le côté pile porte l'inscription « Braunschweigische Wissenschaftliche Gesellschaft » et au centre « pro summis litterarum meritis ». Sur le côté sont gravés le nom du lauréat ainsi que la date de remise.

## Remise
Le comité chargé de cette distinction est formé de tous les membres du Braunschweigische Wissenschaftliche Gesellschaft qui se réunissent au plus tard le 1er novembre. Ces membres peuvent faire appel à des conseils d'experts et rendent un rapport au président, qui entre ensuite dans la chambre du conseil pour rendre un verdict définitif.
La médaille est remise dans le cadre de la réunion publique annuelle sous l'égide du président. Le lauréat doit à cette occasion faire une conférence à propos de ses travaux scientifiques.
Les membres de la société ne peuvent recevoir cette distinction.

## Lauréats
| Année | Nom                         | Nationalité            | Fonction |
| ----- | --------------------------- | ---------------------- | --- |
| 1949  | Walter Reppe                | Allemagne              | honorarprofessor de l'université de Mayence et de l'université technique de Darmstadt                                                                             |
| 1950  | Arvid Hedvall               | Allemagne              | professeur en chimie des silicates de l'École polytechnique Chalmers à Göteborg                                                                                   |
| 1951  | Wilhelm Nußelt              | Allemagne              | professeur de l'université technique de Munich |
| 1952  | Erwin Wilhelm Müller        | Allemagne / États-Unis | chef de département à l'Institut Fritz-Haber de la Société Max-Planck et professeur à l'Université libre de Berlin, puis à l'Université de Pennsylvanie           |
| 1953  | Gustav Wolf                 | Allemagne              | professeur à l'université de Münster |
| 1954  | Max Strutt                  | Pays-Bas               | professeur d'électrotechnique de pointe à l'École polytechnique fédérale de Zurich                                                                                |
| 1955  | Fritz Arndt                 | Allemagne / Turquie    | professeur de chimie organique à l'Université de Breslau, honorarprofessor à l'université de Hambourg                                                             |
| 1955  | Pascual Jordan              | Allemagne              | professeur de physique théorique à l'université de Hambourg. |
| 1956  | Ulrich Finsterwalder        | Allemagne              | professeur à l'université technique de Munich |
| 1957  | Georg Sachs                 | Russie / États-Unis    | professeur de métallurgie à l'université de Syracuse, dans l'État de New York                                                                                     |
| 1958  | Werner Schmeidler           | Allemagne              | professeur de mathématiques à l'université technique de Berlin |
| 1959  | Hans Brockmann              | Allemagne              | professeur de chimie organique à l'université de Göttingen |
| 1960  | Theodore von Kármán         | Hongrie                | professeur au California Institute of Technology, à Pasadena en Californie                                                                                        |
| 1961  | Kurt Klöppel                | Allemagne              | professeur de statique et construction métallique à l'Université technique de Darmstadt                                                                           |
| 1962  | Walter Schottky             | Allemagne              | professeur de physique théorique à l'université d'Erlangen |
| 1963  | Gottfried Köthe             | Autriche               | professeur für Angewandte Mathematik à l'université de Heidelberg                                                                                                 |
| 1964  | Carl Wagner                 | Allemagne              | professeur et anciennement directeur de l'Institut Max-Planck de chimie biophysique de Göttingen                                                                  |
| 1965  | Albert Betz                 | Allemagne              | professeur et anciennement directeur de l'Institut de recherche en aérodynamisme et de l'Institut Max-Planck de dynamique des courants à Göttingen                |
| 1966  | Wilhelm Becker              | Allemagne              | professeur et directeur de l'Institut d'astronomie et météorologie de l'université de Bâle                                                                        |
| 1967  | Henry Görtler               | Allemagne              | professeur de mathématique et anciennement directeur de l'Institut de mathématiques appliquées de l'université de Fribourg-en-Brisgau                             |
| 1968  | Egon Orowan                 | États-Unis             | professeur en ingénierie de mécanique au MIT, à Cambridge, au Massachusetts                                                                                       |
| 1969  | Arne Bjerhammer             | Suède                  | professeur de géodésie à l'Institut royal de technologie de Stockholm                                                                                             |
| 1970  | Elie Carafoli               | Roumanie               | professeur de dynamique des gaz à l'Institut polytechnique de Bucarest et anciennement directeur de l'Institut de mécanique des fluides „Traian Vuia“ de Bucarest |
| 1971  | Walter Dieminger            | Allemagne              | professeur de géophysique de l'université de Göttingen et anciennement directeur de l'Institut Max-Planck de recherche sur le Système solaire à Katlenburg-Lindau |
| 1972  | Hubert Rüsch                | Allemagne              | professeur en construction massive à l'université technique de Munich et anciennement directeur de l'Office d'examen des matériaux de construction                |
| 1973  | Viktor Gutmann              | Autriche               | professeur de chimie inorganique à l'université technique de Vienne                                                                                               |
| 1974  | Friedrich Tamms             | Allemagne              | professeur, adjoint à la ville de Düsseldorf |
| 1975  | Sir Michael James Lighthill | Royaume-Uni            | professeur de mathématique à l'université de Cambridge |
| 1976  | Walter Elsasser             | Allemagne / États-Unis | professeur de géophysique de l'université Johns-Hopkins de Baltimore (Maryland)                                                                                   |
| 1977  | Helmut Moritz               | Autriche               | professeur de géodésie de l'université technique de Graz |
| 1977  | László Fejes Tóth           | Hongrie                | professeur et directeur de l'Institut de Recherche en Mathématiques de l'Académie hongroise des sciences de Budapest                                              |
| 1978  | Ulrich Grigull              | Allemagne              | professeur de thermodynamique à l'université technique de Munich                                                                                                  |
| 1979  | Wolf von Engelhardt         | Allemagne              | professeur de minéralogie et pétrochimie à l'université de Tübingen                                                                                               |
| 1980  | Hans Kuhn                   | Suisse                 | professeur et anciennement directeur de l'Institut Max-Planck de chimie biophysique de Göttingen                                                                  |
| 1981  | Martin Kneser               | Allemagne              | professeur de mathématique à l'université de Göttingen |
| 1982  | Walter Burkert              | Allemagne              | professeur de philologie classique à l'université de Zurich |
| 1983  | Leopold Müller              | Autriche               | honorarprofessor de mécanique des roches de l'université de Salzbourg                                                                                             |
| 1984  | Heinz Beneking              | Allemagne              | professeur et directeur de l'Institut d'étude des semi-conducteurs à l'université technique de Rhénanie-Westphalie à Aix-la-Chapelle                              |
| 1985  | Gerhard Ertl                | Allemagne              | professeur et directeur de l'Institut Fritz-Haber de la Société Max-Planck de Berlin                                                                              |
| 1986  | Arno Borst                  | Allemagne              | professeur d'histoire moyenâgeuse et moderne de l'université de Constance                                                                                         |
| 1987  | Olgierd Cecil Zienkiewicz   | Pologne / Royaume-Uni  | professeur d'ingénierie civile à l'université du pays de Galles à Swansea                                                                                         |
| 1988  | Heinz Brauer                | Allemagne              | professeur d'ingénierie en chimie à l'université technique de Berlin                                                                                              |
| 1989  | Herbert Walther             | Allemagne              | professeur de physique expérimentale de l'université de Munich et directeur de l'Institut Max-Planck d'optique quantique de Garching                              |
| 1990  | Raymond Klibansky           | Allemagne / Canada     | professeur de philosophie (logique et métaphysique) à l'Université McGill de Montréal et membre du Wolfson College d'Oxford                                       |
| 1991  | Wilfried Krätzig            | Allemagne              | professeur d'ingénierie en mécanique à l'université de la Ruhr à Bochum                                                                                           |
| 1992  | Ernst-Dieter Gilles         | Allemagne              | professeur de techniques de mesures à l'université de Stuttgart                                                                                                   |
| 1993  | Hans-Heinrich Voigt         | Allemagne              | professeur d'astronomie et d'astrophysique à l'université de Göttingen                                                                                            |
| 1994  | Josef Fleckenstein          | Allemagne              | professeur d'histoire du Moyen Âge, anciennement directeur de l'Institut Max-Planck d'histoire de Göttingen                                                       |
| 1995  | David Crighton              | Royaume-Uni            | directeur du département de mathématiques appliquées et physique théorique de l'université de Cambridge                                                           |
| 1996  | Gerhard Frey                | Allemagne              | professeur de mathématiques à l'université de Duisbourg et Essen                                                                                                  |
| 1997  | Arnold Esch                 | Allemagne              | professeur d'histoire du Moyen Âge, directeur de l'Institut d'histoire allemande de Rome.                                                                         |
| 1998  | Christian Menn              | Suisse                 | professeur d’ingénierie en construction à l'École polytechnique de Zurich                                                                                         |
| 1999  | Christian Wandrey           | Allemagne              | professeur de biotechnologie à l'université de Bonn |
| 2000  | Klaus J. Hopt               | Allemagne              | professeur en droit privé étranger et international à l'université de Hambourg, directeur de l'Institut Max-Planck de droit privé étranger de Hambourg            |
| 2001  | Robert Piloty               | Allemagne              | professeur en traitement des données à l'université technique de Darmstadt                                                                                        |
| 2002  | Wolfgang Krätschmer         | Allemagne              | professeur en physique nucléaire et astrophysique à l'Institut Max-Planck de physique nucléaire de Heidelberg                                                     |
| 2003  | Niklot Klüßendorf           | Allemagne              | professeur en numismatique et histoire de l'économie à l'université de Marbourg                                                                                   |
| 2004  | Joachim Milberg             | Allemagne              | professeur à l'université technique de Munich |
| 2005  | Klaus von Klitzing          | Allemagne              | lauréat du prix Nobel de physique et directeur de l'Institut Max-Planck de recherche sur l'état solide à l'université de Stuttgart                                |
| 2006  | Peter Bürger                | Allemagne              | professeur à l'université de Brême |
| 2007  | Herbert Mang                | Autriche               | professeur en mécanique des matériaux et structures à l'université technique de Vienne                                                                            |
| 2008  | Rudolf Thauer               | Allemagne              | microbiologiste, directeur de l'Institut Max-Planck de microbiologie terrestre                                                                                    |
| 2009  | Walther Ludwig              | Allemagne              | professeur en philologie latine et grecque à l'Université de Hambourg                                                                                             |
| 2010  | Klaus Streubel              | Allemagne              | chercheur dans le domaine de l'optoélectronique |
| 2011  | Angela Friederici           | Allemagne              | professeur de neuropsychologie, directrice de l'Institut Max-Planck de neurologie et des sciences cognitives de Leipzig                                           |
| 2012  | Werner Oechslin             | Suisse                 | professeur d'histoire de l'architecture à l'École polytechnique fédérale de Zurich                                                                                |
| 2013  | Wolfgang Schröder           | Allemagne              | professeur de mécanique des fluides à l'université d'Aix-la-Chapelle                                                                                              |